# ワンワン三銃士
『ワンワン三銃士』（わんわんさんじゅうし）は、日本アニメーション制作の日本のテレビアニメ作品。

## 概要
アレクサンドル・デュマ・ペールの『ダルタニャン物語』中の『三銃士』を原作とし、登場人物全てが動物として描かれている。後半からはコメディーリリーフ役として、テレビオリジナルのネズミのボムが登場した。
前年に制作された『リトル・エル・シドの冒険』に引き続きスペインのBRB Internacionalとの共同制作となっている。
日本では1981年10月9日から1982年3月26日まで、毎日放送・TBS系列局で全26話中24話が放送された。前番組『愛の学校クオレ物語』に引き続き、カルピス食品工業（現 - カルピス）の一社提供で、『カルピス名作劇場』という冠がついている。1989年にはスペインとイギリスの共同制作により、日本未放送の続編『El retorno de D'Artacan / The Return of Dogtanian』が製作された。
平均視聴率は4%（関東地方、ビデオリサーチ調べ）と低迷。この番組終了後、金曜19時枠でのアニメ路線は継続されるも、毎日放送制作の名作アニメ路線は本作を以って終了し、カルピスもこの枠から撤退した。
後にNHKが『アニメ三銃士』の放送を開始させた時、サンテレビが本番組を購入して放送した。
本作でポルトスの声を担当した玄田哲章と、リシュリュー枢機卿の声を担当した寺田誠は、こののち映画『三銃士』（実写映画で登場人物は人間）でも同役を担当した。

## キャスト
- ダルタニヤン：間嶋里美
- アトス：野島昭生
- ポルトス：玄田哲章
- アラミス：塩沢兼人
- ジュリエット：潘恵子
- フランソワ：つかせのりこ
- ポム：笑福亭鶴光
- ダルタニヤンの父：大宮悌二
- ダルタニヤンの母：坪井章子
- フランソワの母：加川三起
- ボナシュー：矢田稔
- ルイ１３世：徳丸完
- アンヌ王妃：山田栄子
- ミレディ：増山江威子
- ウディニエール：田中康郎
- ロシュフォール伯爵：納谷六朗
- リシュリュー枢機卿：寺田誠
- ナレーター：柴田秀勝

## スタッフ
- 原作：アレクサンドル・デュマ[5]
- 制作：本橋浩一
- 制作管理：高桑充
- 企画：佐藤昭司
- 音楽：服部克久
- 構成：木村芳弘
- キャラクターデザイン：関修一
- 美術監督：伊藤主計
- 作画監督：小川隆雄
- レイアウト監修：森康二
- プロデューサー：中島順三、遠藤重夫
- 監督：杉山卓、腰繁男
- 動画チェック：武藤稔
- 撮影監督：森田俊昭
- 録音監督：松浦典良
- タイトル：道川昭
- 録音制作：音響映像システム
- 整音：成清量
- 効果：松田昭彦（フィズサウンドクリエイション）
- 録音：整音スタジオ
- 現像：東京現像所
- 色指定・検査：高砂芳子
- 編集：瀬山武司、上遠野英俊、割田益男
- 制作デスク：内山秀二
- 演出補：腰繁男、中村憲由
- 制作進行：小滝雅美、尾方正行、寺沢倫明、千葉伸也
- 製作：日本アニメーション、B.R.B. Internacional, S.A.[6]
- © NIPPON ANIMATION CO., LTD. 1981

### スペイン語版スタッフ
オープニングクレジット
- BRB presenta: D'Artacán y los Tres Mosqueperros
- Una Producción de: B.R.B. Internacional, S.A. (Madrid)
- Guión Original: Claudio Biern Boyd
- Música: Guido y Maurizio De Angelis
- © Copyright B.R.B. Internacional, S.A. 1981 → ©B.R.B. Internacional, S.A. 1981

エンディングクレジット
- Montaje: Soledad López
- Ayudante: Alicia Saavedra
- Efectos sala: Luis Castro
- Canciones interpretadas por: Popitos
- en Discos: Belter
- Sonorización: Estudios Exa, S.A.
- Laboratorio: Fotofilm Madrid, S.A.
- Técnicos de Sonido: Eduardo Fernández, Alfonso Pino, José M.ª San Mateo → José Maria San Mateo, José Esquirol
- Edición Musical: Cabum Magister
- Adaptación de Diálogos: Manuel Peiró
- Director de Producción: Luis Ballester
- Realización: B.R.B. Internacional, S.A.
- Productor Ejecutivo: Claudio Biern Boyd

## 各話リスト
| 話数 | サブタイトル                            | 脚本          | 絵コンテ      | 放映日         |
| ---- | --------------------------------------- | ------------- | ------------- | -------------- |
| 1    | わんぱくダルタニヤン登場!!              | 杉山卓 中原朗 | 杉山卓        | 1981年 10月9日 |
| 2    | 謎の黒ひげ剣士                          | 杉山卓 中原朗 | 杉山卓        | 10月16日       |
| 3    | はらぺこの都パリ                        | 杉山卓 中原朗 | 杉山卓        | 10月23日       |
| 4    | 天下無敵の三銃士登場                    | 中原朗        | 腰繁男        | 10月30日       |
| 5    | 銃士隊長トレヴィル                      | 中原朗        | 杉山卓        | 11月6日        |
| 6    | 三銃士と決闘?ダルタニヤン大いに売り出す | 中原朗        | 鈴木行        | 11月13日       |
| 7    | 愛馬ロフティと再会!!                    | 中原朗        | 西藤秀峰      | 11月20日       |
| 8    | ジュリエット大好き!!デートの秘密        | 中原朗        | 杉山卓        | 11月27日       |
| 9    | ジュリエットさらわる!追跡!追跡!大追跡   | 中原朗        | 鈴木行        | 12月4日        |
| 10   | 大脱走!!ダルタニヤン助けて!!            | 中原朗        | 杉山卓        | 12月11日       |
| 11   | ミレディにころりダルタニヤン            | 中原朗        | 杉山卓        | 未放送         |
| 12   | 決戦!!ガイヤール砦                      | 中原朗        | 杉山卓        | 未放送         |
| 13   | チュー友ボム公初登場                    | 木村芳弘      | 杉山卓        | 12月18日       |
| 14   | 百パーセントの片想い                    | 木村芳弘      | 杉山卓        | 12月25日       |
| 15   | ダルタニヤンの初手柄                    | 木村芳弘      | 杉山卓        | 1982年 1月8日  |
| 16   | 短剣を盗んだ女                          | 木村芳弘      | 杉山卓        | 1月15日        |
| 17   | ダルヤニヤン海を渡る                    | 木村芳弘      | 杉山卓        | 1月22日        |
| 18   | 急げワルツの鳴る前に                    | 木村芳弘      | 杉山卓        | 1月29日        |
| 19   | 銃士の星をめざせ                        | 木村芳弘      | 杉山卓        | 2月5日         |
| 20   | 鏡のうらの秘密                          | 木村芳弘      | 杉山卓        | 2月12日        |
| 21   | 謎のゆうれい船の正体は?                 | 木村芳弘      | 腰繁男 杉山卓 | 2月19日        |
| 22   | ダルヤニヤンと宝島                      | 木村芳弘      | 鈴木行        | 2月26日        |
| 23   | ノートルダムの鐘を鳴らすな!!            | 木村芳弘      | 杉山卓 馬場健 | 3月5日         |
| 24   | アトスのニセ伯爵                        | 木村芳弘      | 黒川文男      | 3月12日        |
| 25   | ミレディーのシビレ薬                    | 木村芳弘      | 杉山卓        | 3月19日        |
| 26   | おめでとう銃士ダルタニヤン              | 木村芳弘      | 杉山卓        | 3月26日        |

なお、本放送では11話と12話の放送がカットされたが、2005年に発売されたDVD-BOXには収録されている。

## 放送局
※放送日時は1982年3月終了時点、放送系列は放送当時のものものとする。
| 放送地域       | 放送局       | 放送日時           | 放送系列                      | 備考 |
| -------------- | ------------ | ------------------ | ----------------------------- | --- |
| 近畿広域圏     | 毎日放送     | 金曜 19:00 - 19:30 | TBS系列                       | 制作局 |
| 北海道         | 北海道放送   | 金曜 19:00 - 19:30 | TBS系列                       | |
| 青森県         | 青森テレビ   | 金曜 19:00 - 19:30 | TBS系列                       | |
| 宮城県         | 東北放送     | 金曜 19:00 - 19:30 | TBS系列                       | |
| 福島県         | 福島テレビ   | 金曜 19:00 - 19:30 | TBS系列 フジテレビ系列        | |
| 関東広域圏     | 東京放送     | 金曜 19:00 - 19:30 | TBS系列                       | 現・TBSテレビ。 |
| 山梨県         | テレビ山梨   | 金曜 19:00 - 19:30 | TBS系列                       | |
| 新潟県         | 新潟放送     | 金曜 19:00 - 19:30 | TBS系列                       | |
| 長野県         | 信越放送     | 金曜 19:00 - 19:30 | TBS系列                       | |
| 静岡県         | 静岡放送     | 金曜 19:00 - 19:30 | TBS系列                       | |
| 石川県         | 北陸放送     | 金曜 19:00 - 19:30 | TBS系列                       | |
| 中京広域圏     | 中部日本放送 | 金曜 19:00 - 19:30 | TBS系列                       | 現・CBCテレビ。 |
| 島根県・鳥取県 | 山陰放送     | 金曜 19:00 - 19:30 | TBS系列                       | |
| 岡山県         | 山陽放送     | 金曜 19:00 - 19:30 | TBS系列                       | 現・RSK山陽放送、当時の放送エリアは岡山県のみ。 |
| 広島県         | 中国放送     | 金曜 19:00 - 19:30 | TBS系列                       | |
| 山口県         | テレビ山口   | 金曜 19:00 - 19:30 | TBS系列 フジテレビ系列        | |
| 高知県         | テレビ高知   | 金曜 19:00 - 19:30 | TBS系列                       | |
| 福岡県         | RKB毎日放送  | 金曜 19:00 - 19:30 | TBS系列                       | |
| 大分県         | 大分放送     | 金曜 19:00 - 19:30 | TBS系列                       | |
| 沖縄県         | 琉球放送     | 金曜 19:00 - 19:30 | TBS系列                       | |
| 秋田県         | 秋田放送     | 金曜 17:30 - 18:00 | 日本テレビ系列                | |
| 山形県         | 山形放送     | 金曜 17:00 - 17:30 | 日本テレビ系列 テレビ朝日系列 | |
| 富山県         | 北日本放送   | 木曜 17:00 - 17:30 | 日本テレビ系列                | 1981年10月22日から1982年4月15日まで放送 なお、初回放送は日本シリーズ巨人対日本ハムの雨傘番組として用意されていたが、当該試合が雨天中止となったため、10月22日に第1回が放送された。 |
| 愛媛県         | 南海放送     | 月曜 17:25 - 17:55 | 日本テレビ系列                | 次番組は『忍者ハットリくん』（日曜版のアニメ版、テレビ朝日系列）。 |
| 熊本県         | 熊本放送     | 土曜 14:00 - 14:30 | TBS系列                       | 本来の時間帯は『驚異の世界・ノンフィクションアワー』（日本テレビ系列）を遅れネット。                                                                                              |
| 宮崎県         | 宮崎放送     | 金曜 17:25 - 17:55 | TBS系列                       | |
| 鹿児島県       | 南日本放送   | 火曜 17:25 - 17:55 | TBS系列                       | |

## 主題歌
- OP：『ワンワン三銃士』（唄：日下まろん・杉並児童合唱団（キャニオン・レコード）、作詞：香山美子、作曲・編曲：服部克久）
- ED：『そういうお主は?』（唄：日下まろん（キャニオン・レコード）、作詞：香山美子、作曲・編曲：服部克久）

上記2曲を収録したEPレコードは、キャニオン・レコードから発売された。

## The Return of Dogtanian
1989年に製作された『ワンワン三銃士』の続編。日本未公開。スペインとイギリスの共同製作。全26話。制作時点でBRBは既に日本アニメーションとの契約を解除していたため、アニメーション制作は台湾のワン・フィルム・プロダクションに変更された。

### キャスト （続編）
声優の表記はスペイン語版、英語版の順。英語版の声優はアラミスとジュリエットを除き、前作から変更された。
- ダルタニヤン：Eduardo Jover / デイヴ・マロウ
- アトス：不明/マイケル・ソリッチ
- ポルトス：Roberto Cuenca Martínez / ダグ・ストーン
- アラミス：不明/エディ・フライアーソン
- ジュリエット：Gloria Cámara / レベッカ・フォースダット
- ルイ13世：Javier Dotú/ サイモン・プレスコット
- リシュリュー枢機卿：Rafael de Penagos/ケリガン・メイハン
- ナレーター：不明/マイク・マコノヒー

### スタッフ（続編）
- プロデューサ：クラウディオ・ビエルン・ボイド
- 編集：アルフォンソ・サンタカナ
- 制作総括：オリビア・ボリコン
- アニメーション制作：ワン・フィルム・プロダクション
- 製作：BRBインターナショナル、テムズ・テレビジョン、TVE
- 英語版演出・台本：ダグ・ストーン、デイヴ・マロウ